# Aéroport de Balmaceda
L'aéroport de Balmaceda (code IATA : BBA • code OACI : SCBA) est un aéroport desservant Balmaceda (en), au Chili, dans la Région Aisén del General Carlos Ibáñez del Campo.

## Situation

### Carte des aéroports du Chili
| \| 100 km1:8 652 000 \| Porvenir El Salvador La Serena Mocopulli Valdivia Pucón Puerto Montt Puerto Williams Antofagasta Arica El Loa Iquique Osorno Balmaceda Araucanie Désert de l'Atacama Santiago Concepcion Île de Pâques Punta Arenas |
| 100 km1:8 652 000 |

## Compagnies aériennes et destinations
| Compagnies  | Destinations                                              |
| ----------- | --------------------------------------------------------- |
| LATAM Chile | Puerto Montt (El Tepual), Santiago du Chili-A.-M.-Benítez |
| Sky Airline | Puerto Montt (El Tepual), Santiago du Chili-A.-M.-Benítez |

Édité le 17/11/2018

## Accidents et incidents
Le 8 avril 1968, Douglas C-49K CC-CBM de LADECO s'est écrasé, tuant 36 personnes à bord. L'avion a été l'exploitation d'un régulier intérieur passagers du vol de Los Cerrillos de l'aéroport, à Santiago.